# Igreja da Graça (Loulé)
A Igreja da Graça, igualmente conhecida como Restos da Igreja da Graça ou Convento da Graça, é um monumento religioso na cidade de Loulé, na região do Algarve, em Portugal. Fazia parte de um convento fundado pelos franciscanos no século VIII ou XIV, tendo passado para a Ordem de Santo Agostinho no século XVI. O convento foi abandonado e vendido em hasta pública no século XIX, o que levou à destruição de grande parte do complexo, tendo restado apenas algumas partes, das quais a mais importante é o antigo portal gótico da igreja. Os vestígios do antigo convento foram classificados como Monumento Nacional em 1924.

## Descrição
As ruínas do antigo Convento da Graça situam-se no Largo Tenente Cabeçadas, a alguma distância das muralhas de Loulé, no sentido nascente. São consideradas de grande importância, tanto a nível local, como um dos principais monumentos de Loulé, como a nível regional, por constituírem um dos poucos vestígios da arquitectura medieval e mendicante no Algarve.
O convento em si ocupava uma vasta área, e tinha uma igreja, com várias capelas, que foram transformadas em residências humildes após a venda do antigo complexo em hasta pública, no século XIX. Também se destacava o antigo claustro, que segundo o investigador Ataíde Oliveira, possuía uma «famosa arcaria». O principal elemento sobrevivente é um portal de arco ogival de grandes dimensões, sendo a última arquivolta decorada com temas vegetalistas. O arco é suportado por colunas lisas em mármore, sobre plintos altos, e com capitéis de decoração vegetalista, com cachos de pinhas e motivos floridos. O arco está decorado com motivos floridos, sendo coroado por uma lápide com uma estrela de cinco pontas. Este arco serve como entrada de um arruamento, que dá acesso a várias residências. O conjunto apresenta várias semelhanças com outros portais de igreja em território nacional, como o da Igreja Matriz de Loulé, do Convento de São Francisco em Santarém, e o lateral da Igreja do Convento do Carmo, em Lisboa.
Outra importante parte que permaneceu relativamente intacta foi a fachada principal da ala conventual, que testemunha a presença de um edifício barroco de dois pisos, organizado de forma simétrica. Outros vestígios do antigo convento encontram-se no interior dos edifícios anexos, como colunas, arcos e elementos decorativos. Duas destas colunas poderão ter sido o suporte do arco triunfal da capela-mor, igualmente no estilo gótico. A presença dos elementos antigos dentro dos edifícios modernos foi testemunhada pelo investigador Ataíde Oliveira, que descreveu em 1905 uma das casas instaladas dentro das antigas capelas da igreja: «aquella é formada por seis columnas metidas na parede que continuam a formar o tecto, onde fecham com dois medalhões, tendo cada um no centro a cruz, como as dos antigos cruzados novos; esta, ainda no mesmo gosto, porem mais simples». Ataíde Oliveira também visitou o antigo claustro, cuja arcaria se encontrava «fechada com modernos trabalhos de pedra e cal, por entre os quaes, numa triste promiscuidade, vimos soccos, columnatas, pilares, pedestaes, enfeixados ou separados, danda tudo a triste prova do nosso vandalismo. Lages antigas, que serviram de campas mortuárias, estão servindo de solo a algumas casas, e por isso não nos foi possivel ler as suas inscripções. Em algumas d’estas ainda podemos vêr desenhos, quasi apagados, de mitras e báculos». Também encontrou uma das antigas portas do convento, provavelmente a entrada principal, que era encimada por «um grande medalhão artisticamente trabalhado e nelle desenhado em vulto um coração, cuja base assenta sobre um livro, e atravessado por duas settas, saindo da parte superior como que uma chama, que nos parece simbolizar a Fé». Parte do espólio do antigo convento foi preservado noutros locais, incluindo o Museu Municipal de Loulé, onde se encontra um sinete do século XVII, e a Igreja de São Clemente, que recebeu as imagens de Santo Agostinho, Nossa Senhora da Graça e Santa Catarina, que estavam na antiga igreja da Graça.
O convento possuía dois terrenos, conhecidos como cercas, e que eram utilizados como explorações agrícolas, alimentadas pelas águas da Ribeira de Cadouço. Devido à sua curta distância em relação ao convento, esta linha de água passou a ser conhecida como Ribeira da Graça, correndo aproximadamente ao longo da Rua Ribeiro da Graça.

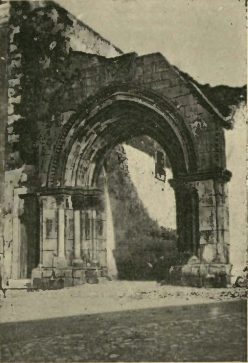
Fotografia do portal da Igreja da Graça, publicado na revista Costa de Oiro, em 1939.

## História

### Fundação
Segundo uma teoria, o convento teria sido construído originalmente no século XIII, provavelmente entre 1253 e 1267, por monges franciscanos originários da Andaluzia, em Espanha. A povoação de Loulé tinha sido reconquistada muito recentemente, em 1249, por forças de D. Paio Peres Correia, mestre da Ordem de Santiago, e o convento teria sido fundado no sentido de difundir a religião cristã entre a população, então ainda composta maioritariamente por muçulmanos e moçárabes.
Uma outra linha de pensamento coloca a instalação do convento durante a primeira metade do século XIV, igualmente por monges franciscanos, que se tinham estabelecido em Loulé por volta de 1328. A construção do convento inseriu-se num processo de expansão das comunidades mendicantes para o Algarve, como parte de uma estratégia de povoamento e de consolidação dos territórios. No caso dos franciscanos, além de Loulé também foi instalado um núcleo na vila de Tavira em 1312, sendo estas duas casas consideradas entre as mais importantes da ordem, durante os princípios do século XIV.
Desde os finais da época medieval e ao longo da Idade Moderna que se verificou uma expansão extra-muros em Loulé, principalmente nas imediações de edifícios religiosos, como o Convento da Graça e as ermidas de São Sebastião e São Domingos, constituindo a génese de novos pólos urbanos. Um dos novos eixos fora das muralhas foi a Corredoura, que concentrava um importante número de habitantes da vila, e que saía das muralhas no sentido da Ribeira da Graça e da Ermida de Nossa Senhora das Portas do Céu.

### Transição para a Ordem de Santo Agostinho
Nos principios do século XVI, a Ordem de São Francisco passou por um período de reforma, tendo sido dividida entre as províncias dos observantes e claustrais em 1517. Esta divisão também se fez sentir no Algarve, tendo o convento de Loulé passado a ser dos claustrais, enquanto que a casa de Tavira optou pelo ramo dos observantes.
Porém, ainda nesse século foi extinta a divisão dos franciscanos claustrais, levando ao posterior abandono do convento. Este terá sido reocupado pelos monges eremitas calçados de Santo Agostinho por volta de 1574, embora a obra Santuario Mariano, escrita por Agostinho de Santa Maria e citada por Ataíde Oliveira, refira que o convento foi doado pelo cardeal-rei D. Henrique à Ordem de Santo Agostinho em 1580. Esta apropriação do convento de Loulé inseriu-se no âmbito de um processo de expansão da Ordem após uma reforma, que lhe aumentou a importância e visibilidade, e também incluiu a fundação de uma nova casa em Tavira, em 1544. Na sequência da sua ocupação pelos frades de Santo Agostinho, a denominação do convento foi alterada para Nossa Senhora da Graça. Porém, a Ordem não foi bem aceite pelos habitantes de Loulé nem pelo governo local, tendo demonstrado graves problemas a nível financeiro e institucional. Ainda assim, foram responsáveis por grandes obras no complexo, uma vez que já estaria em ruína na altura da saída dos monges franciscanos. Esta intervenção terá incluído a construção do edificio barroco em frente da praça, e que constituiu uma afirmação da presença da Ordem na vila.

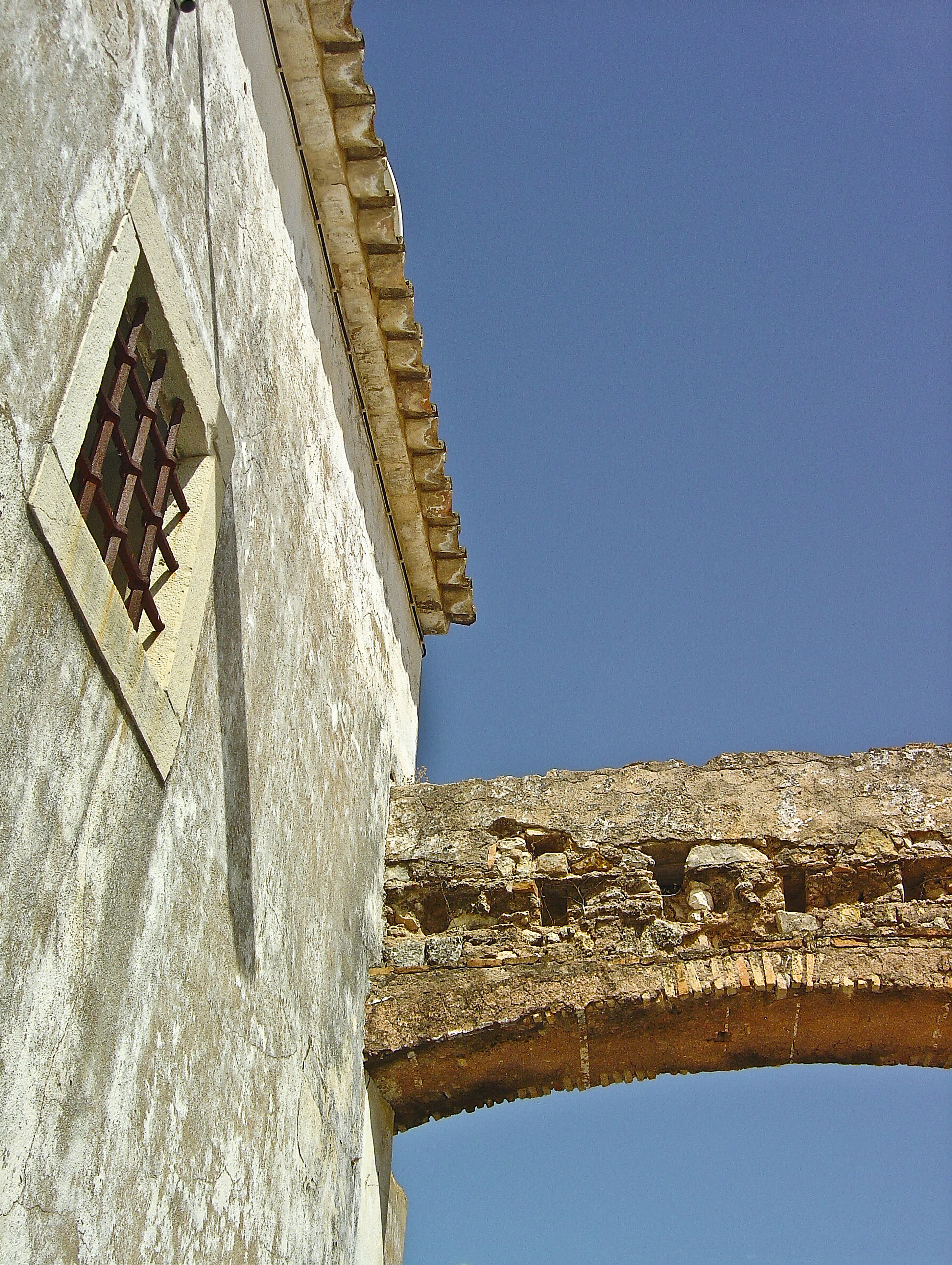
Pormenor da antiga nave da igreja, em 2008.

### Declínio e encerramento
Durante o século XVIII o Convento da Graça foi alvo de grandes obras, como parte de um programa de renovação urbana que procurou melhorar os principais edifícios da vila de Loulé, fomentado pelo desenvolvimento económico nacional após a Restauração da Independência. Neste século também se assistiu ao desenvolvimento urbano nas áreas entre o antigo núcleo e os novos pólos residenciais na periferia, como na zona a Oeste da cerca do Convento da Graça. O convento foi muito danificado pelo Sismo de 1755, como relata um auto da Câmara Municipal de Loulé, copiado por Ataíde Oliveira: «Em dia 1 de Novembro das 9 para as 10 horas do dia foi Deus Nosso Senhor servido mandar um terremoto tão valente e duração de 10 minutos té um quarto de hora, que derrubou quasi todas as casas desta villa, e as que não caíram ficaram inhabitaveis. [...] Caiu a Egreja da Graça e todos os mais templos padeceram na forma referida». Segundo este documento, a derrocada da igreja provocou uma vítima mortal, que ficou soterrada pelas «pedras do arco da Capella dos Passos». Apesar do estado de ruína em que ficaram, tanto a igreja como o convento permaneceram em funcionamento.
O edifício foi depois atacado durante as guerras liberais, tendo o seu arquivo sido incendiado. Foi expropriado em 1834, na sequência do Decreto de 30 de Maio desse ano, que ordenou a extinção de todas as casas de religiosos existentes em Portugal e a incorporação do seu património na Fazenda Nacional. Ataíde de Oliveira afirmou que o convento em si tinha sido vendido em 1834 por 500$000 Réis e as suas duas cercas por 300$000 Réis, quantia que considerou demasiado baixa, dadas as grandes dimensões do complexo. Posteriormente, a capela-mor foi demolida, no âmbito de um programa de urbanização. Depois da sua privatização, as várias partes do antigo convento foram sendo progressivamente vendidas a vários donos, fragmentando a propriedade em parcelas. Na sequência deste processo, o convento foi abandonado e depois alvo de profundas modificações, com a sua conversão parcial em residências degradadas, enquanto que a antiga igreja tornou-se numa rua e num quintal. Segundo Xavier de Ataíde, na fonte das Bicas Velhas, instalada no século XIX, o frontispício tinha uma figura lavrada de uma mulher despida das coxas para cima, tendo um pedreiro afirmado que tinha trazido aquela pedra das ruínas do Convento da Graça.

### Séculos XX e XXI
Os vestígios do antigo Convento da Graça foram classificados como Monumento Nacional pelo Decreto n.º 9842, de 20 de Junho de 1924.
No século XXI, a Câmara Municipal de Loulé encentou esforços no sentido de restituir a antiga grandeza do monumento, tendo por exemplo procedido à aquisição dos terrenos onde se situam parte da capela-mor e do transepto, e promovido a preservação do interior do antigo convento. Em 1 de Fevereiro de 2017, a autarquia organizou um roteiro temático por vários monumentos da urbe, incluindo o Convento da Graça, no âmbito das comemorações do 29º aniversário de elevação de Loulé a cidade. Nessa altura, já tinha sido concluído um programa de restauro do imóvel, que custou cerca de setenta mil Euros, e que incluiu a recuperação do portal e a requalificação do antigo espaço interior da igreja. Em Abril de 2018, a investigadora Catarina Almeida Marado apresentou a comunicação O processo e as consequências da extinção das ordens religiosas em Loulé: o caso do Convento de Santo António, sobre os efeitos do Decreto de 30 de Maio de 1834 nas casas religiosas de Loulé, incluindo no Convento da Graça. Em Junho de 2019, o presidente da Câmara Municipal, Vítor Aleixo, comentou sobre a realização de obras de restauro no arco da antiga Igreja da Graça, como parte de um programa de reabilitação de vários monumentos em Loulé, que também abrangeu a Igreja Matriz, o complexo dos Banhos Islâmicos e o Palácio Gama Lobo.

## Leitura recomendada
- CARRUSCA, Susana (2001). Loulé: Património Artístico. Loulé: Câmara Municipal de Loulé
- GRAÇA, Fernando; INÁCIO, Ricardo (2017). S. Clemente tem história. Lisboa: Sinapis. 50 páginas. ISBN 978-989-691-659-6
- MARADO, Catarina Almeida (2006). Antigos Conventos do Algarve: um percurso pelo património da região. Lisboa: Colibri
- SIMÕES, João Miguel (2008). O Convento da Graça, antigo mosteiro de São Francisco de Loulé: monografia histórica-artística. Lisboa e Loulé: Colibri e Câmara Municipal de Loulé. 136 páginas. ISBN 978-972-772-851-0 – via Academia